# 131 km (obwód leningradzki)
131 km (ros. 131 км) – przystanek kolejowy w pobliżu miejscowości Wiaczkowo, w rejonie wołchowskim, w obwodzie leningradzkim, w Rosji. Położony jest na linii Petersburg – Wołchow – Wołogda.